# Cateri
 Cateri  là một xã ở tỉnh Haute-Corse trên đảo Corse, Pháp. Xã này có diện tích 3,18 km², dân số năm 1999 là 219 người. Khu vực này có độ cao trung bình 300 mét trên mực nước biển.